# Notophthiracarus solomonensis
Notophthiracarus solomonensis är en kvalsterart som beskrevs av Wojciech Niedbała 1998. Notophthiracarus solomonensis ingår i släktet Notophthiracarus och familjen Phthiracaridae. Inga underarter finns listade i Catalogue of Life.